# سد مارژ
سد مارژ (به فرانسوی: Barrage de Marèges) یک سد قوسی و نیروگاه برقابی بر روی رودخانه دوردوین در فرانسه است که در کورز واقع شده‌است.
این سد و نیروگاه آن برای کمک به فرانسه برای کاهش وابستگی و کمتر کردن به واردات پرهزینهٔ منابع انرژی پس از جنگ جهانی اول ساخته شد. پنجمین ژنراتور توربین فرانسیس، با توان ۱۲۲ مگاوات، در نیروگاه سنت پیر، در ساحل چپ رودخانه، در سال ۱۹۸۸ راه‌اندازی شد.
سد مارژ که توسط آندره کوین طراحی شده دارای چندین ویژگی نوآورانه است که شامل سرریز پرش اسکی، تکیه گاه سمت راست با کابل‌های پیش تنیده لنگر شده و با سنسورهای سیم ارتعاشی (که سیگنال‌های شنیداری مانند گیتار را منتشر می‌کند)، و طراحی جدید کوفردام را در خود جای داده‌است.